# Diocesi di Iziriana
La diocesi di Iziriana (in latino: Dioecesis Izirianensis) è una sede soppressa e sede titolare della Chiesa cattolica.

## Storia
Iziriana, nell'odierna Algeria, è un'antica sede episcopale della provincia romana di Numidia.
Diversamente da Morcelli, gli altri autori (Mesnage, Jaubert, Toulotte, Mandouze) distinguono la sede di Iziriana da quella di Izirzada. A Iziriana viene assegnato un solo vescovo, il cattolico Felice, che prese parte alla conferenza di Cartagine del 411, che vide riuniti assieme i vescovi cattolici e donatisti dell'Africa romana. Aveva come rivale donatista il vescovo Saturo, che sottoscrisse come episcopus Bizaciensis: questi affermò che Felice era un suo prete, che in seguito aderì al cattolicesimo.
Mentre Toulotte è del parere che Bizaciensis sia una corruzione testuale per Izirianensis, Mesnage sostiene che la sede di Byzacium si trovava nella provincia romana della Bizacena; di conseguenza anche la sede di Iziriana sarebbe da collocarsi in questa provincia.
Dal 1933 Iziriana è annoverata tra le sedi vescovili titolari della Chiesa cattolica; dal 31 ottobre 2003 il vescovo titolare è Cornel Damian, vescovo ausiliare di Bucarest.

## Cronotassi

### Vescovi residenti
- Felice † (menzionato nel 411)

### Vescovi titolari
- Jorge Kilian (Chiliano) Pflaum, O.F.M. † (16 novembre 1953 - 18 settembre 1971 deceduto)
- Matthias Ssekamaanya (9 marzo 1985 - 30 novembre 1996 nominato vescovo di Lugazi)
- Juan José Asenjo Pelegrina (27 febbraio 1997 - 28 luglio 2003 nominato vescovo di Cordova)
- Cornel Damian, dal 31 ottobre 2003